# 許能通
許能通（1953年3月20日—），生於嘉義縣溪口鄉的政治人物，中國國民黨籍，曾以無黨籍參選民雄鄉鄉長未成功；2019年宣布投入2020年中華民國立法委員選舉，向國民黨爭取在嘉義縣第二選區的提名，挑戰民進黨立委陳明文，而民進黨前立委林國慶也以無黨籍候選人身分參選，同年11月國民黨中常會決議嘉義縣第二選區不提名通過縣黨部提名的許能通而是開放參選，被視為間接支持林國慶，對此許能通表態以無黨籍參選到底，之後未能當選。

## 經歷
學歷
- 崑山工業專科學校畢業
- 南華大學非營利事業管理研究所碩士

經歷
- 1988年創立嘉義縣市農民權益促進會任會長
- 雙福寶佛門老人養護機構創辦人
- 溪口鄉鄉民代表

## 选举
2018年，許能通宣布參選嘉義縣民雄鄉鄉長，選舉結果獲得1萬8千9百餘票，以1百多票差距，敗於民進黨籍何嘉恒。
2020年，參與嘉義縣第二選區立法委員選舉，獲得1萬3千餘票，位居第三高票敗選。
| 年度 | 選舉屆數                       | 選舉區           | 所屬政黨   | 得票數 | 得票率 | 當選標記 | 備註 |
| ---- | ------------------------------ | ---------------- | ---------- | ------ | ------ | -------- | ---- |
| 1978 | 第十一屆嘉義縣溪口鄉民代表選舉 | 嘉義縣溪口鄉     |            |        |        |          |      |
| 1983 | 第一屆立法委員第四次增額選舉   | 臺灣省第四選舉區 | 中國國民黨 | 2,528  | 0.26%  |          |      |
| 1989 | 第九屆臺灣省議員選舉           | 嘉義縣選舉區     | 民主進步黨 | 32,930 | 12.92% |          |      |
| 1994 | 第十屆臺灣省議員選舉           | 嘉義縣選舉區     | 無黨籍     | 11,596 | 3.97%  |          |      |
| 1998 | 第十三屆民雄鄉鄉長選舉         | 嘉義縣民雄鄉     | 無黨籍     | 1,691  | 5.01%  |          |      |
| 2004 | 第六屆立法委員選舉             | 嘉義縣選舉區     | 無黨籍     | 2,342  | 0.94%  |          |      |
| 2009 | 第十七屆嘉義縣議員選舉         | 第二選舉區       | 無黨籍     | 3,110  | 5.25%  |          |      |
| 2018 | 第十八屆民雄鄉鄉長選舉         | 嘉義縣民雄鄉     | 無黨籍     | 18,954 | 49.82% |          |      |
| 2020 | 第十屆立法委員選舉             | 嘉義縣第二選舉區 | 無黨籍     | 13,246 | 8.47%  |          |      |
| 2022 | 第十九屆民雄鄉鄉長選舉         | 嘉義縣民雄鄉     | 無黨籍     | 4,344  | 11.49% |          |      |

## 外部連結
- 許能通臉書 （页面存档备份，存于）